# Копман, Тон
Тон Ко́пман, также Ко́опман (Ton Koopman, полное имя Antonius) (род. 2 октября 1944, Зволле) — нидерландский клавесинист, органист, дирижёр. Крупный представитель движения аутентичного исполнительства.
В 1970 окончил Консерваторию Свелинка в Амстердаме как органист (класс Симона Янсена) и клавесинист (класс Густава Леонхардта). Изучал музыкознание в Амстердамском университете. Лауреат международного конкурса клавесинистов в Брюгге (1968). В 1978-88 профессор по классу клавесина в Консерватории Свелинка, с 1988 профессор по классу клавесина в Гаагской консерватории (среди его учеников Масааки Судзуки). В качестве приглашённого дирижёра работал с оркестром Консертгебау, Роттердамским филармоническим оркестром, Оркестром баварского радио (Мюнхен), Кливлендским оркестром, Моцартеум-оркестром в Зальцбурге, Барочным оркестром Евросоюза (EUBO) и др.
В 1979 основал и возглавил Амстердамский барочный оркестр, в 1992 Амстердамский барочный хор (современное название «Амстердамский барочный оркестр и хор»). Гастролирует по всему миру (в России впервые в 2008), участвует в международных фестивалях старинной музыки. С 2004 года художественный руководитель и постоянный участник фестиваля старинной музыки «Путеводитель по барокко» (фр. Itinéraire Baroque) в аквитанской провинции Зелёный Перигор (фр. Périgord Vert). В репертуаре Копмана и его коллектива преимущественно барочная музыка (Бах, Гендель, Букстехуде), исполняет также музыку венских классиков.
Автор (совместно с К. Вольфом) трёхтомной монографии «Мир баховских кантат» (1998). Выступает в качестве редактора нотных изданий, в том числе органных концертов Генделя (в лейпцигском издательстве Брейткопф и Гертель). В штутгартском издательстве «Carus» подготовил (вместе с Я.Симонсом) издание оратории «Мессия» Генделя, в котором предложил новую орнаментику, и оратории «Страшный суд», приписываемой Букстехуде.
C 2004 президент Международного общества Букстехуде.

## Аудиозаписи
Среди многих аудиозаписей Копмана все органные сочинения Дитриха Букстехуде (на «исторических» инструментах, проект завершён в 1999 году), полный комплект кантат Баха (с Амстердамским барочным оркестром и хором и многими приглашёнными солистами; 1995-2005, всего 67 CD), полное собрание сочинений Букстехуде (с тем же коллективом, 2005-2014, всего 30 «томов»), все органные концерты Генделя и мн. др. Аудиозаписи Копмана с 2003 выходят преимущественно на нидерландской фирме грамзаписи «Challenge Records» под (образованной Копманом) торговой маркой «Antoine Marchand».